# Lessema
Un lessema è, in lessicologia strutturale, l'unità minima che costituisce il lessico di una lingua. Dunque, a ogni lessema di una lingua può corrispondere la sua registrazione in un dizionario sotto forma di lemma. Sinonimo di "lessema" è unità lessicale; un termine più generico è vocabolo.

## Descrizione
Come unità lessicale, il termine fa riferimento tanto al piano dell'espressione quanto a quello del contenuto. Come unità astratta esso appartiene al piano della langue e nasce sulla falsariga di "fonema", anche per evitare il termine controverso "parola".
Si prenda, ad esempio, la parola italiana parti. Ad essa corrispondono:
- la seconda persona singolare dell'indicativo presente di partire
- la seconda persona dell'imperativo di partire
- il plurale di parte (intesa come porzione)
- il plurale di parto (inteso come travaglio)
- il plurale di parto (inteso come appartenente alla cultura partica)

In un dizionario si troveranno quattro lemmi, uno corrispondente alle prime due forme, un altro corrispondente alla terza forma, un altro corrispondente alla quarta ed uno alla quinta. A parti (indicativo presente) e a parti (imperativo) corrisponde dunque un solo lessema, partire, così registrato nei dizionari.
Se una pluralità di parole grafiche costituiscono un unico semema (come nel caso di tirare le cuoia, alla carlona, lemme lemme) esse verranno intese come lessema unico. In questo caso si parla di "lessemi complessi".
Il termine "lessema" è utilizzato con significati parzialmente diversi dai diversi linguisti, anche se è costante il riferimento ad esso come ad un'unità astratta. In particolare, per André Martinet il lessema sarebbe il monema lessicale (inteso in opposizione al monema grammaticale): quindi, in parlerò, parl è il lessema. Secondo Bernard Pottier, invece, il lessema è un morfema lessicale che si attualizza nella parole con il concorso di morfemi grammaticali. L'autore però circoscrive questa argomentazione a lingue come l'italiano o il francese: se si prende, ad esempio, la forma gave (cioè il past simple del verbo inglese give), si vede che non è possibile separare morfema lessicale e morfema grammaticale.